# São Vicente, Kap Verde
São Vicente är en av öarna i ögruppen Barlavento på Kap Verde. Arean är 227 km² och antalet invånare 67 844. Den största staden Mindelo har 47 080 invånare. Ön är uppkallad efter Vincent av Zaragoza och är en av 10 bebodda öar på Kap Verde. 
Öns flygplats, som ligger i området São Pedro 5 km från staden Mindelo, blev sommaren år 2011 en av Kap Verdes tre internationella flygplatser då den nyinvigdes efter ombyggnad. Den fick då namnet "Sao Pedro International Airport". Den 23 december 2011 döptes flygplatsen om till “Aeroporto Internacional Cesária Évora”. En hyllning till Kap Verdes och São Vicentes största artist genom tiderna, som gick bort den 17 december 2011.
Andra kända artister från São Vicente är Luis Morais, Bana och Val Xalino.